# Giwi Didawa
Giwi Didawa (gruz. გივი დიდავა, ur. 21 marca 1976 w Kutaisi) – gruziński piłkarz występujący na pozycji pomocnika.

## Kariera klubowa
Didawa karierę rozpoczynał w 1992 roku w zespole Torpedo Kutaisi. Spędził tam dwa sezony, a potem odszedł do Dinama Tbilisi. Czterokrotnie zdobył z nim mistrzostwo Gruzji (1995, 1996, 1997, 1998), a także trzy razy Puchar Gruzji (1995, 1996, 1997). Na początku 1999 roku przeszedł do belgijskiego trzecioligowca, KRC Mechelen. Występował tam do końca sezonu 1998/1999.
Następnie Didawa wrócił do Dinama, gdzie spędził sezon 1999/2000. W 2000 roku został graczem izraelskiego Maccabi Tel Awiw. Na początku 2001 roku wrócił jednak do Gruzji, gdzie podpisał kontrakt z Torpedo Kutaisi. W sezonie 2000/2001 wywalczył z nim dublet, czyli mistrzostwo Gruzji oraz Puchar Gruzji. W sezonie 2001/2002 zdobył drugie mistrzostwo Gruzji.
Na początku 2003 roku Didawa przeszedł do tureckiego Kocaelisporu. W pierwszej lidze tureckiej zadebiutował 8 lutego 2003 w przegranym 0:5 meczu z Beşiktaşem JK. W sezonie 2002/2003 spadł z zespołem do drugiej ligi. Tam w barwach Kocaelisporu grał przez trzy sezony.
W 2006 roku wrócił do Gruzji, gdzie reprezentował barwy zespołów Ameri Tbilisi, Sioni Bolnisi, Spartak Cchinwali oraz Merani Martwili. Wraz z Ameri w sezonie 2006/2007 zdobył Puchar Gruzji. W 2013 roku zakończył karierę.

## Kariera reprezentacyjna
W reprezentacji Gruzji Didawa zadebiutował 5 grudnia 1996 w przegranym 2:4 towarzyskim meczu z Libanem. W latach 1996–2003 w drużynie narodowej rozegrał 21 spotkań.